# Desmond Holloway
Desmond Holloway (Indianapolis, 28 marzo 1990) è un cestista statunitense.